# Schwanden bei Brienz
Schwanden bei Brienz est une commune suisse du canton de Berne, située dans l'arrondissement administratif d'Interlaken-Oberhasli.

Photo aérienne (1952)